# Iván Raña
Iván Raña Fuentes (Ordes, 10 de junio de 1979) es un deportista español que compite en triatlón y, anteriormente, en ciclismo. Ha sido campeón mundial y doble campeón europeo en triatlón, así como campeón mundial en acuatlón.

## Biografía
Iván Raña es considerado uno de los pioneros del triatlón en España. Recibió en 2003 la Medalla de Plata de Galicia, que otorga la Junta de Galicia. En septiembre de 2000 fue elegido «Gallego del Mes» por El Correo Gallego.
La temporada 2009 fichó por el Xacobeo Galicia, equipo de ciclismo profesional, si bien no repetiría en la siguiente temporada. Después de un periodo de reflexión sobre su carrera deportiva, en diciembre de 2009 anunciaba su vuelta al triatlón. A partir del 2013 comenzó a participar asiduamente en triatlones de larga distancia (Ironman).
En 2017 presentó su biografía en el libro «Instinto Raña. De incomprendido a pionero del triatlón».

## Trayectoria
Ganó tres medallas en el Campeonato Mundial de Triatlón entre los años 2002 y 2004, una medalla de plata en el Campeonato Mundial por Relevos de 2003 y tres medallas en el Campeonato Europeo de Triatlón entre los años 2001 y 2003.
Participó en tres Juegos Olímpicos, entre 2000 y 2008, obteniendo dos diplomas olímpicos de quinto lugar en Sídney 2000 y Pekín 2008.
En acuatlón consiguió una medalla de oro en el Campeonato Mundial de 2001.

## Palmarés internacional
| Campeonato Mundial             | Campeonato Mundial             | Campeonato Mundial | Campeonato Mundial |
| Año                            | Lugar                          | Medalla            | Prueba             |
| ------------------------------ | ------------------------------ | ------------------ | ------------------ |
| 2002                           | Cancún (México)                | Medalla de oro     | Individual         |
| 2003                           | Queenstown (Nueva Zelanda)     | Medalla de plata   | Individual         |
| 2004                           | Funchal (Portugal)             | Medalla de plata   | Individual         |
| Campeonato Mundial por Relevos |                                |                    |                    |
| Año                            | Lugar                          | Medalla            | Prueba             |
| 2003                           | Tiszaújváros (Hungría)         | Medalla de plata   | Relevos            |
| Campeonato Europeo             |                                |                    |                    |
| Año                            | Lugar                          | Medalla            | Prueba             |
| 2001                           | Karlovy Vary (República Checa) | Medalla de plata   | Individual         |
| 2002                           | Győr (Hungría)                 | Medalla de oro     | Individual         |
| 2003                           | Karlovy Vary (República Checa) | Medalla de oro     | Individual         |

| Campeonato Mundial | Campeonato Mundial | Campeonato Mundial | Campeonato Mundial |
| Año                | Lugar              | Medalla            | Prueba             |
| ------------------ | ------------------ | ------------------ | ------------------ |
| 2001               | Edmonton (Canadá)  | Medalla de oro     | Individual         |

## Otras participaciones

### Campeonatos del Mundo
| Lugar                      | Posición   | Fecha      | Título |
| -------------------------- | ---------- | ---------- | ------ |
| Cleveland (Estados Unidos) | 4 (júnior) | 1996       |        |
| Perth (Australia)          | 4 (júnior) | 16.09.1997 |        |
| Lausanne (Suiza)           | 6 (júnior) | 30.08.1998 |        |
| Montreal (Canadá)          | 3 (júnior) | 12.09.1999 | Bronce |
| Perth (Australia)          | 23         | 30.04.2000 |        |
| Edmonton (Canadá)          | 4          | 22.07.2001 |        |
| Cancún (México)            | 1          | 10.11.2002 | Oro    |
| Queenstown (Nueva Zelanda) | 2          | 6.12.2003  | Plata  |
| Madeira (Portugal)         | 2          | 9.5.2004   | Plata  |
| Lausanne (Suiza)           | retirado   | 03.09.2006 |        |
| Hamburgo (Alemania)        | retirado   | 02.09.2007 |        |
| Vancouver (Canadá)         | 19         | 08.06.2008 |        |

### Juegos Olímpicos
| Lugar  | Puesto | Fecha      | Título           |
| ------ | ------ | ---------- | ---------------- |
| Sídney | 5      | 16.09.2000 | Diploma olímpico |
| Atenas | 23     | 26.08.2004 |                  |
| Pekín  | 5      | 19.08.2008 | Diploma olímpico |

### Copa del Mundo
| Lugar                            | Puesto       | Fecha      | Marca    | Título |
| -------------------------------- | ------------ | ---------- | -------- | ------ |
| Tiszaujvaros (Hungría)           | 50           | 08.08.1999 | 1:55'25" |        |
| Cancún (México)                  | 2            | 10.10.1999 | 1:48'01" | Plata  |
| Noosa-Queensland (Australia)     | 34           | 07.11.1999 | 1:51:40" |        |
| Río de Janeiro (Brasil)          | 10           | 26.03.2000 | 1:47:00" |        |
| Hawái (Estados Unidos)           | 4            | 01.04.2000 | 1:53:46" |        |
| Ixigaqui (Japón)                 | 4            | 09.04.2000 | 1:48:26" |        |
| Newfoundland (Canadá)            | 5            | 30.07.2000 | 1:56:37" |        |
| Gamagori (Japón)                 | 13           | 15.04.2001 | 1:49:14" |        |
| Ixigaqui (Japón)                 | 1            | 22.04.2001 | 1:46:17" | Oro    |
| Rennes (Francia)                 | 4            | 13.05.2001 | 1:46:12" |        |
| San Petersburgo (Estados Unidos) | 13           | 27.04.2002 | 1:54:55" |        |
| Ixigaqui (Japón)                 | 2            | 19.05.2002 | 1:49:44" | Plata  |
| Gamagori (Japón)                 | 6            | 09.06.2002 | 1:50:35" |        |
| Funchal (Portugal)               | 1            | 13.10.2002 | 1:46'11" | Oro    |
| San Antonio (Estados Unidos)     | abandonó     | 26.04.2003 |          |        |
| Tiszaujvaros (Hungría)           | 38           | 03.08.2003 | 1:51'36" |        |
| Nueva York (Estados Unidos)      | 8            | 10.08.2003 | 1:47'32" |        |
| Madrid (España)                  | 4            | 21.09.2003 | 1:50'05" |        |
| Madeira (Portugal)               | 1            | 19.10.2003 | 1:46'22" | Oro    |
| Salford (Reino Unido)            | 8            | 25.07.2004 | 1:57'17" |        |
| Honolulu (Estados Unidos)        | abandonó     | 16.04.2005 |          |        |
| Mazatlán (México)                | 35           | 24.04.2005 | 1:55'11" |        |
| Madrid (España)                  | 13           | 05.06.2005 | 1:56'18" |        |
| Aqaba (Jordania)                 | 6            | 10.03.2006 | 1:49'09" |        |
| Mooloolaba (Australia)           | 15           | 26.03.2006 | 1:52'45" |        |
| Mazatlán (México)                | 7            | 07.05.2006 | 1:51'50" |        |
| Madrid (España)                  | 2            | 04.06.2006 | 1:53'17" | Plata  |
| Corner Brook (Canadá)            | 5            | 23.07.2006 | 1:55'40" |        |
| Cancún (México)                  | 9            | 5.11.2006  | 1:48'29" |        |
| Lisboa (Portugal)                | 26           | 5.5.2007   | 1:55'22" |        |
| Madrid (España)                  | 3            | 3.6.2007   | 1:56'08" | Bronce |
| Des Moines (Estados Unidos)      | 10           | 17.6.2007  | 1:51'51" |        |
| Salford (Reino Unido)            | 5            | 29.7.2007  | 1:52'33" |        |
| Pekín (China)                    | 6            | 16.9.2007  | 1:49'23" |        |
| Madrid (España)                  | no participó | 25.5.2008  |          |        |
| Kitzbühel (Austria)              | 1            | 20.07.2008 | 1:45'23" | Oro    |
| Sídney (Australia)               | 12           | 11.04.2010 | 1:52'35" |        |

### Campeonatos de Europa
| Lugar                          | Posición | Fecha     | Marca    | Título |
| ------------------------------ | -------- | --------- | -------- | ------ |
| Győr (Hungría)                 | 2        | 2001      |          | Plata  |
| Győr (Hungría)                 | 1        | 2002      |          | Oro    |
| Karlovy Vary (República Checa) | 1        | 2003      |          | Oro    |
| Copenhague (Dinamarca)         | retirado | 1.7.2007  |          |        |
| Lisboa (Portugal)              | 18       | 10.5.2008 | 1:56'00" |        |

### Larga Distancia
| Lugar                              | Puesto | Fecha      | Marca    | Distancia |
| ---------------------------------- | ------ | ---------- | -------- | --------- |
| Ironman de México (México)         | 1.º    | 2012       | 8:15'7"  | Ironman   |
| Ironman de Suiza (Suiza)           | 2.º    | 2013       | 8:40'55" | Ironman   |
| Ironman de Hawaii (Estados Unidos) | 6.º    | 12.10.2013 | 8:23'43" | Ironman   |
| Klagenfurt (Austria)               | 1.º    | 29.06.2014 | 7:48'43" | Ironman   |
| Ironman de Hawaii (Estados Unidos) | 17.º   | 2014       | 8:38'59" | Ironman   |
| Klagenfurt (Austria)               | 3.º    | 2015       | 8:08'25" | Ironman   |
| Ironman de Sudáfrica (Sudáfrica)   | 2.º    | 2015       | 8:30'45" | Ironman   |
| Ironman de Hawaii (Estados Unidos) | 12.º   | 10.10.2015 | 8:34'27" | Ironman   |
| Ironman de Hawaii (Estados Unidos) | 9.º    | 10.08.2016 | 8:21'51" | Ironman   |
| Ironman de Hawaii (Estados Unidos) | 11.º   | 14.10.2017 | 8:24'53" | Ironman   |
| Ironman de Lanzarote (España)      | 2.º    | 2018       | 8:58'37" | Ironman   |
| Ironman de Hawaii (Estados Unidos) | 25.º   | 2018       | 8:27'52" | Ironman   |

## Otros deportes
Ciclismo
En 2009 se pasa al ciclismo profesional debutando con en el equipo Xacobeo Galicia. Durante el transcurso de la primera etapa de su primera carrera, la Challenge de Mallorca, se vio implicado en una caída, resultando en una luxación de clavícula.
Rally
Ocasionalmente Raña ha participado en algunas pruebas de rally teniendo a su hermano José Manuel Raña de copiloto, casi siempre a bordo de un Mitsubishi Lancer Evolution. Alguna de las pruebas en las que ha participado son el Rally Botafumeiro, prueba puntuable para el Campeonato Gallego de Rallyes, en los años 2007, 2009 y 2010. También ha participado en pruebas del campeonato de España como el Rally de Ourense y el Rally Sierra Morena en 2017.

### Resultados Campeonato de España
| Año  | Equipo         | Automóvil       | 1      | 2   | 3   | 4       | 5   | 6   | 7   | 8   | 9   | 10  | Pos. | Puntos |
| ---- | -------------- | --------------- | ------ | --- | --- | ------- | --- | --- | --- | --- | --- | --- | ---- | ------ |
| 2017 | RMC Motorsport | Ford Fiesta R2T | SMO 44 | ECI | ADE | OUR Ret | FER | PDA | LLA | CAN | MED | MAD | -    | 0      |